# 168 г. пр.н.е.
168 (сто шестдесет и осма) година преди новата ера (пр.н.е.) е година от доюлианския (Помпилийски) римски календар.

## Събития

### В Римската република
- Консули са Луций Емилий Павел Македоник (за II път) и Гай Лициний Крас.
- Пратеници на фараона на Египет Птолемей VI пристигат в Рим, за да търсят помощ срещу Антиох IV Епифан.[1]

### На Балканите
- Илирийският цар Генций претърпява поражение и е пленен от Луций Аниций Гал.[2]
- 22 юни – в битка при Пидна Емилий Павел разгромява окончателно македонската армия на цар Персей Македонски. Македонският владетел се спасява с бягство, но по-късно е принуден да се предаде.[3][2] Край на Третата македонска война.

### В Азия
- Въстание на галатяните срещу пергамския цар Евмен II.[2]
- Селевкидският цар Антиох IV Епифан нахлува в Египет за втори път и достига Александрия, но е принуден да се оттегли след получаване на римския ултиматум предаден от Гай Попилий Ленат.[4][2] Край на Шестата сирийска война.
- Война между Язон и Менелай. Антиох IV пристига в града и забранява изповядването на еврейската религия и превръща Йерусалимския храм в светилище на Зевс.[5]

## Починали
- Цецилий Стаций, римски поет (роден 220 г. пр.н.е.)